# Mavzolej Čašma-Ajub
Mavzolej Čašma-Ajub (uzbeško Chashmai Ayyub, dob. 'Jobov vodnjak') stoji v bližini mavzoleja Samanidov v Buhari v Uzbekistanu. Njegovo ime pomeni Jobov vodnjak, zaradi legende, po kateri je Job (Ajub) obiskal ta kraj in naredil vodnjak tako, da je s svojo palico udaril po tleh. Voda v tem vodnjaku je še vedno čista in velja za zdravilno. Sedanja stavba je bila zgrajena v času vladavine Timurja in ima stožčasto kupolo v horezmskem slogu, kar je v Buhari nenavadno.

## Zgodovina
Čašma-Ajub je cenjen tudi kot grobnica. Prvotno naj bi na tem mestu stal mavzolej preroka Ajuba. Gradnja je trajala več stoletij. Najstarejši del objekta sega v 12. stoletje. Na tem mestu je še vedno ohranjen napis iz leta 1380 na kamnu. Najdemo lahko tudi napise iz 16. stoletja. Stavbo so zgradili horezmski obrtniki po Amir Temurjevem pohodu na Horezm. V Čašma-Ajubu je več grobnic, najstarejša od njih je grobnica znanega teologa in muhadija Khvaje Hafiza Gundžarija, ki je bil tukaj pokopan leta 1022. Tudi Čašma Ajub ima mavzolej.
Zgradil ga je Amir Hajdžoj med vladavino Amirja Timurja in še vedno stoji poleg sedanje stavbe mavzoleja. Med vladavino šajbanidskega vladarja Abdullaxona II. je bil kompleks Čašma Ajub obsežno prenovljen. Glavni vhod je obrnjen proti vzhodu, v notranjosti pa je posebna soba. Za sobo je mihrab, v kateri je odtis preroka Ajuba oziroma njegov mavzolej. Nad vrati mihraba je lesena plošča z napisom, ki pripoveduje o obisku preroka Ajuba v Buhari. Danes Čašma-Ajub gosti zgodovinski muzej, posvečen zgodovini oskrbe z vodo v Buhari.

## Opis
Mavzolej Čašma-Ajub stoji sredi majhnega, starodavnega pokopališča. Stavba je utrpela nekaj izgub, vendar ohranjeni deli predstavljajo kombinacijo skladnega vhodnega portala in ostankov zahodnega obzidja, ki meji nanj.
Konstrukcijska postavitev portala je v tradicionalnem vzorcu, sestavljenem iz dveh pilonov, ki tvorita nišo, ki jo prekriva polobok. Okvir v obliki črke II, katerega notranjost tvori sprednjo površino, timpanon in ktobo, je zaključen z napisom nad lancetastim lokom. Severni del nišnega portala je omejena dvokapna stena z vrati. Z zahodnega konca se portalu pridružuje globoka opečna stena, ki meri 5,9 m, katere zahodni del je izgubljen. Stena ima obliko trapeza z veliko podlago. Osrednji prostor prekriva šotorasta kupola. Razen proporcev konstrukcije ima ta spomenik premišljeno in dovršeno izvedeno dekoracijo, katere osnovni del je osredotočen na portal. Najbolj učinkovito mesto v splošni kompoziciji dekoracije je ktoba, zapolnjena z arabskimi napisi na ozadju botaničnega ornamenta. Okvir portala na zunanjem obrisu zaznamuje cona v obliki črke II, ojačana z girihom iz prepletenih oktaedrov, izdelanih iz terakotnih opek. Glazirani vložki v turkizni barvi zapolnjujejo osrednje oktaedrske vdolbine. Trak obroblja okvir in ktobo. Zgodovinska vrednost spomenika je v natančnem datiranju, zapisanem na ktobi (1208–1209 n. št.) oziroma 605. letu muslimanskega koledarja.

## Arhitekturna struktura
Sveto romarsko mesto ima pravokotno tloris (19 x 26 metrov) in je sestavljeno iz štirih prostorov, razporejenih od zahoda proti vzhodu, vsak od njih pa je obdan z značilnimi kupolami. Najstarejši prostor je kvadratni (4,5 x 4,5 metra), znan kot vodnjak, ki ga tradicionalno pripisujejo Arslonxonu v času minareta Kalan in mošeje Namozgoh. Na obeh straneh tega prostora sta dva prizidka, namenjena udobju romarjev. Na levi je manjši kvadratni prostor (4,5 x 4,5 metra), pritrjen na glavno stavbo, ki služi kot predsoba. Na desni je še en prizidek z dodatnimi kupolami. Napis omenja gradnjo velike sobe z visoko kupolo in minareti med vladavino Amirja Timurja leta 1379, po njegovem ukazu. Notranji del stavbe vsebuje starodavne elemente, ki so se ohranili skozi čas.

## Status svetovne dediščine
To območje je bilo 18. januarja 2008 dodano na Unescov začasni seznam svetovne dediščine v kategoriji Kulturno.